# Hurel-Dubois Miles HDM.105
Die Hurel-Dubois Miles HDM.105 war ein Transportflugzeug mit sehr stark gestreckten Tragflächen zu Forschungszwecken, dessen Entwicklung auf Erkenntnisse aus der Entwicklung der Hurel-Dubois HD.10 aufbaute und ein wichtiger Schritt zum geplanten Bau der HDM.106 Caravan darstellte. Die Entwicklung der HDM.105/HDM.106 bildete den Ausgangspunkt für die Konstruktion der Short Skyvan.

## Entwicklung und Konstruktion
Der französische Flugzeugkonstrukteur Maurice Hurel war ein Verfechter von Tragflächen mit sehr hohen Streckungen zur Reduzierung des induzierten Luftwiderstands ähnlich die der „Davis-Tragfläche“ der Consolidated B-24 Liberator, jedoch mit weit größerer Streckung. Nach Verprobung seines Profilentwurfs mit der winzigen Hurel-Dubois HD.10 wollte Hurel seine Entwicklung mit einem großen Transportflugzeug fortführen. In einem Joint Venture zwischen Miles Aircraft und Société de construction des avions Hurel-Dubois wurde eine Miles Aerovan mit Tragflächen sehr hoher Streckung ausgerüstet und Vergleichstests unterzogen.
Die HDM.105 verwendete den Rumpf, das Leitwerk und die Triebwerke der Miles Aerovan mit dem Kennzeichen G-AJOF, die mit Tragflächen mit einer Spannweite von 75,3 ft (22,95 m) und einer Streckung von 20,5 ausgerüstet wurde. Die Tragflächen mit NACA-Profil wurden dabei von Streben gestützt, die ebenfalls über ein Profil verfügten und somit zum Auftrieb beitrugen. Beim Rollen wurde die Maschine mittels Differential-Querrudern und Störklappen gesteuert. Da in den schlanken Tragflächen kein Platz für den Treibstoff vorhanden war, wurden Tanks für 13 Gallonen (60 Liter) Treibstoff in den Stützverkleidungen des Fahrwerks untergebracht.

## Nutzung
Die HDM.105 – zunächst mit dem Kennzeichen G-35-3, später G-AHDM – absolvierte ihren Jungfernflug gesteuert von I.A. Forbes am 31. März 1957. Am 28. Juni 1958 wurde sie bei einem Unfall während des Landeanflugs auf Shoreham irreparabel beschädigt und anschließend verschrottet.

## Versionen

### HDM.106 Caravan
Nach den erfolgreichen Tests mit der HDM.105 wurde zur Weiterentwicklung das Unternehmen H.D. et M (Aviation) Ltd gegründet. Die HDM.106 Caravan sollte ein Ganzmetallflugzeug mit einer Masse von 8.000 lb (3.629 kg) und einer Spannweite von 75 ft (23 m) werden. Für den Antrieb waren zwei Lycoming GO-480 mit einer Nennleistung von 290 PS (213 kW), zwei Lycoming GSO-480B mit 340 PS (250 kW) oder zwei Turbomeca Astazou I mit 320 PS (235 kW) vorgesehen. Die Entwicklung kam aber nie über das Reißbrett hinaus.
Die Konstruktion der HDM.106 wurde an die Short Brothers verkauft, die daraus die sehr erfolgreiche Short Skyvan entwickelten, deren Tragflächen jedoch eine weit geringere Streckung von 11 aufweisen.

### HDM.107 Aerojeep
Militärische Version der HDM.106 mit STOL-Eigenschaften für die U.S. Army, angetrieben von zwei Turboproptriebwerken Lycoming T53 mit 800 PS (588 kW).

### HDM.108
Vergrößerte Version der HDM.106 von Hurel-Dubois.

### Miles M.111
Entwurf einer leichteren, einmotorigen Transportversion mit Tragflächen und Streben der HDM.105, angetrieben von einem Turboproptriebwerk Turbomeca Astazou mit 320 PS (235 kW).

## Technische Daten
| Kenngröße             | Daten                                                                      |
| --------------------- | -------------------------------------------------------------------------- |
| Besatzung             | 2                                                                          |
| Passagiere            | 9                                                                          |
| Länge                 | 34,33 ft (10,46 m)                                                         |
| Spannweite            | 75,33 ft (22,96 m)                                                         |
| Höhe                  | 13,9 ft (4,24 m)                                                           |
| Flügelfläche          | 277 ft² (26 m²) (nur Tragfläche) 390 ft² (36 m²) (inkl. Streben)           |
| Flügelstreckung       | 20,5                                                                       |
| Leermasse             | 3.219 lb (1.460 kg)                                                        |
| max. Startmasse       | 6.170 lb (2.799 kg)                                                        |
| Reisegeschwindigkeit  | 116 mph (187 km/h)                                                         |
| Höchstgeschwindigkeit | 79 mph (127 km/h)                                                          |
| Dienstgipfelhöhe      | 16.200 ft (4.938 m)                                                        |
| Triebwerke            | 2 × Vierzylinderreihenmotor Blackburn Cirrus Major III mit 155 PS (114 kW) |